# 大阪市電鶴町線
大阪市電鶴町線（つるまちせん）は、小林町駅 - 鶴町四丁目（鶴町車庫前）駅 - 大運橋通駅間を結んでいた大阪市電の路線。期外線として開業した路線。

## 路線データ
- 起点：小林町
- 終点：大運橋通
- 軌間：1435mm
- 架線電圧：600V

## 沿革
- 1918年（大正 9年）12月28日 - 大阪市電の期外線として、鶴町四丁目駅 - 大運橋通駅間が開業。
- 1920年（大正11年）5月15日 - 小林町駅 - 鶴町四丁目駅間延伸開業。
- 1923年（大正12年）4月 - 鶴町二丁目駅に隣接して鶴町車庫開設、鶴町二丁目駅を鶴町車庫前駅に改称。
- 1944年（昭和19年）6月1日 - 小林町駅 - 新千歳町駅間の運行を休止。
- 1945年（昭和20年）3月14日 - 大阪大空襲により、新千歳町駅 - 鶴町四丁目駅間の運行を休止。
- 1954年（昭和29年）7月 - 港車庫への移転に伴い鶴町車庫を閉鎖、鶴町車庫前駅を鶴町二丁目駅に改称。
- 1955年（昭和30年）10月10日 - 大正内港開削に伴い、小林町 - 鶴町四丁目間廃止。
- 1960年（昭和35年）9月 - 鶴町四丁目駅に隣接して鶴町車庫（二代目）開設、鶴町四丁目駅を鶴町車庫前に改称。
- 1967年（昭和42年）8月1日 - 鶴町車庫前駅 - 大運橋通駅間廃止。

## 駅一覧
| 駅名         | キロ程 | 接続路線                 |
| ------------ | ------ | ------------------------ |
| 小林町駅     | 0.0    | 大阪市電：松島南恩加島線 |
| 欅橋駅       |        |                          |
| 新千歳町駅   |        | 大阪市電：三軒家新千歳線 |
| 鶴町車庫前駅 |        |                          |
| 鶴町三丁目駅 |        |                          |
| 鶴町二丁目駅 |        |                          |
| 鶴町一丁目駅 |        |                          |
| 昌運橋駅     |        |                          |
| 大運橋通駅   |        | 大阪市電：松島南恩加島線 |